# Луэн
О преступной группировке см. Луэн (мафия)
Луэ́н, устар. Луан (фр. Loing) — река бассейна Сены в центральной части Франции, протекающая через департаменты Йонна (регион Бургундия — Франш-Конте), Луаре (регион Центр — Долина Луары) и Сена и Марна (регион Иль-де-Франс). Длина реки составляет 142 километра, а её бассейн образует историческую область Гатине.
Истоки находятся возле городка Сен-Коломб-сюр-Луэн, на высоте 320 метров над уровнем моря. В начале своего пути река течёт на северо-запад, потом поворачивает на север и возле города Сен-Маммес с левой стороны, на высоте 85 метров над уровнем моря, впадает в Сену. На реке расположены коммуны Сен-Фаржо, Сен-Приве, Блено, Роньи, Даммари-сюр-Луэн, Шатийон-Колиньи, Монбуи, Конфлан-сюр-Луэн, Монтаржи, Шалет-сюр-Луэн, Фонтене-сюр-Луэн, Шато-Ландон, Суп-сюр-Луэн, город Немур, Гре-сюр-Луэн, Монтиньи-сюр-Луэн, Море-сюр-Луэн и другие.
Река Луэн судоходна посредством каналов. От Роньи вдоль Луэна идёт Бриарский канал; от Бюжа близ Монтаржи начинается проходящий параллельно реке Луэнский канал. Эти каналы ранее имели большее значение — через них проходило снабжение Парижа; теперь же они используются в основном для отдыха и туризма.
Изображению этой реки в окрестностях Море и Сен-Маммеса посвятил множество своих работ художник-импрессионист Альфред Сислей (1839—1899).

Река на полотнах Сислея
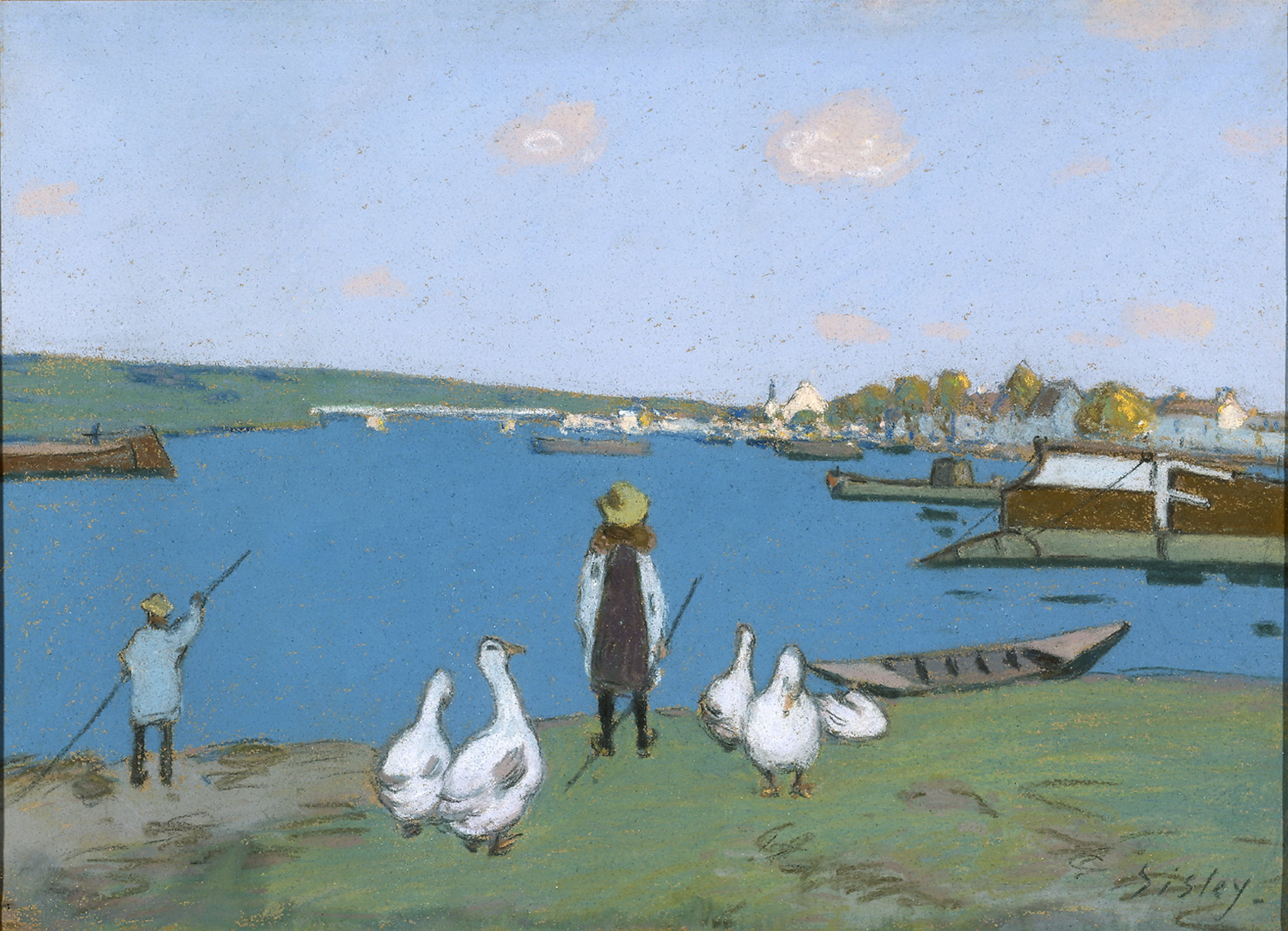
Пасущая гусей
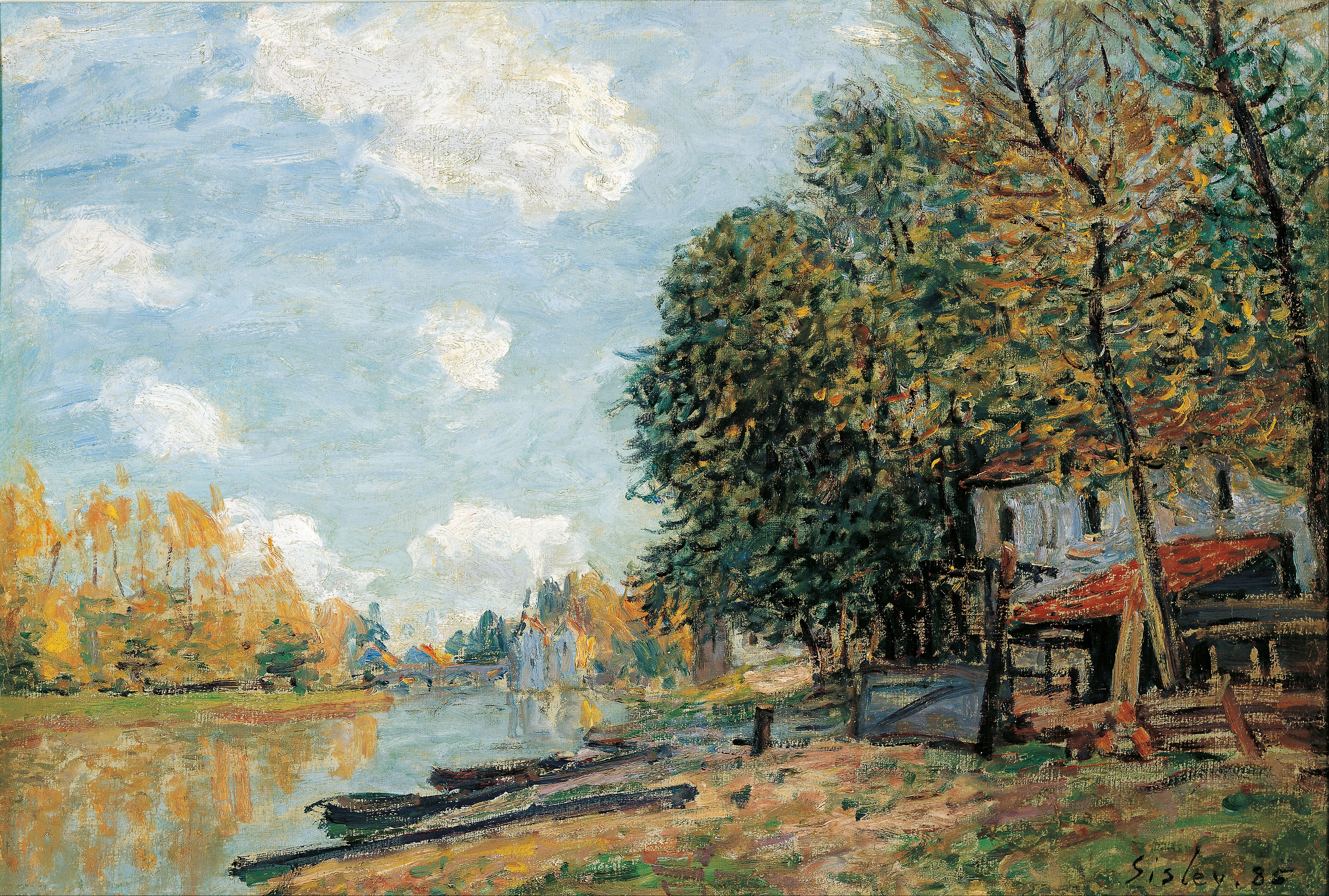
Берега реки Луэн (1877)
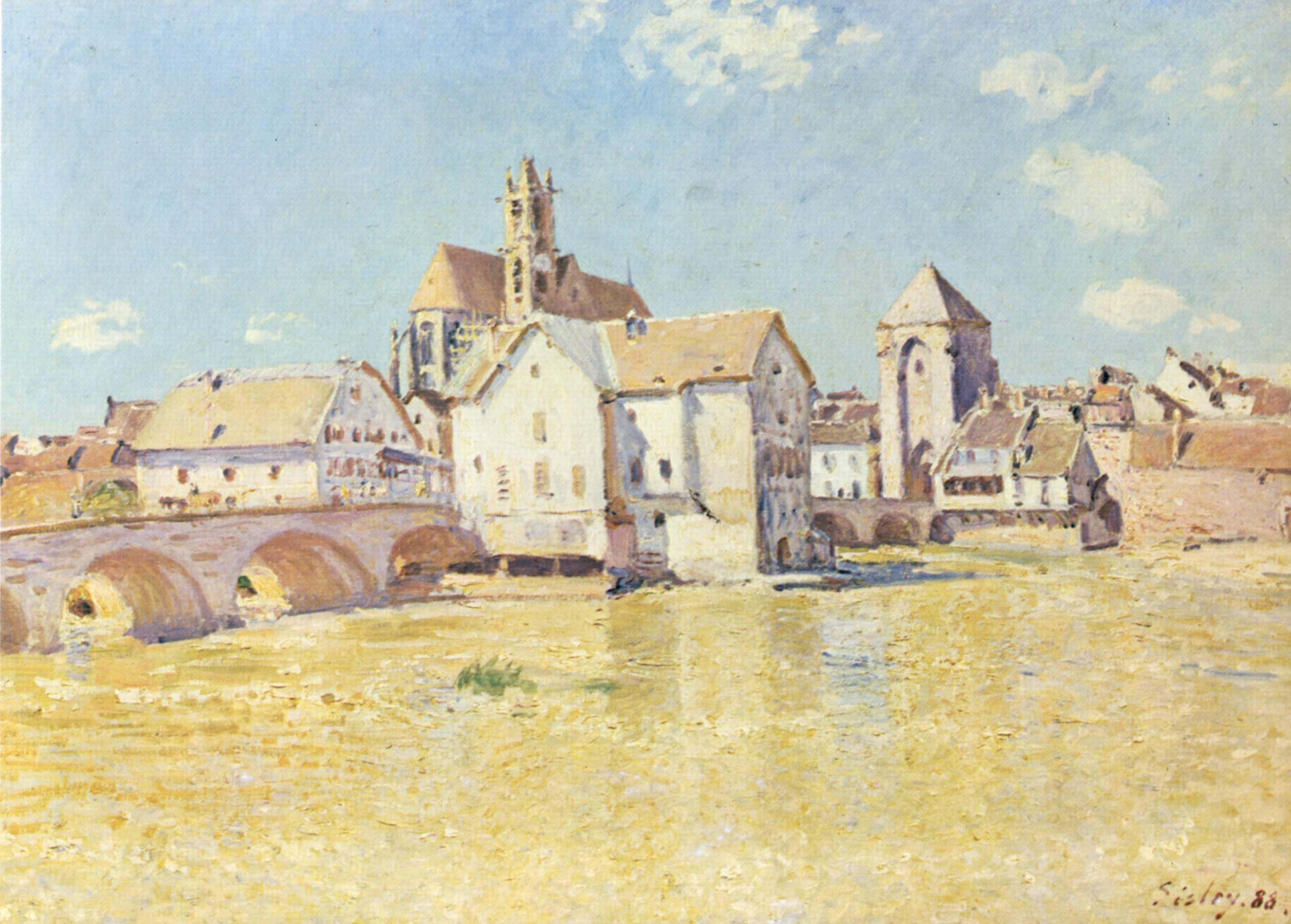
Мост в Морэ при утреннем солнце (1888)
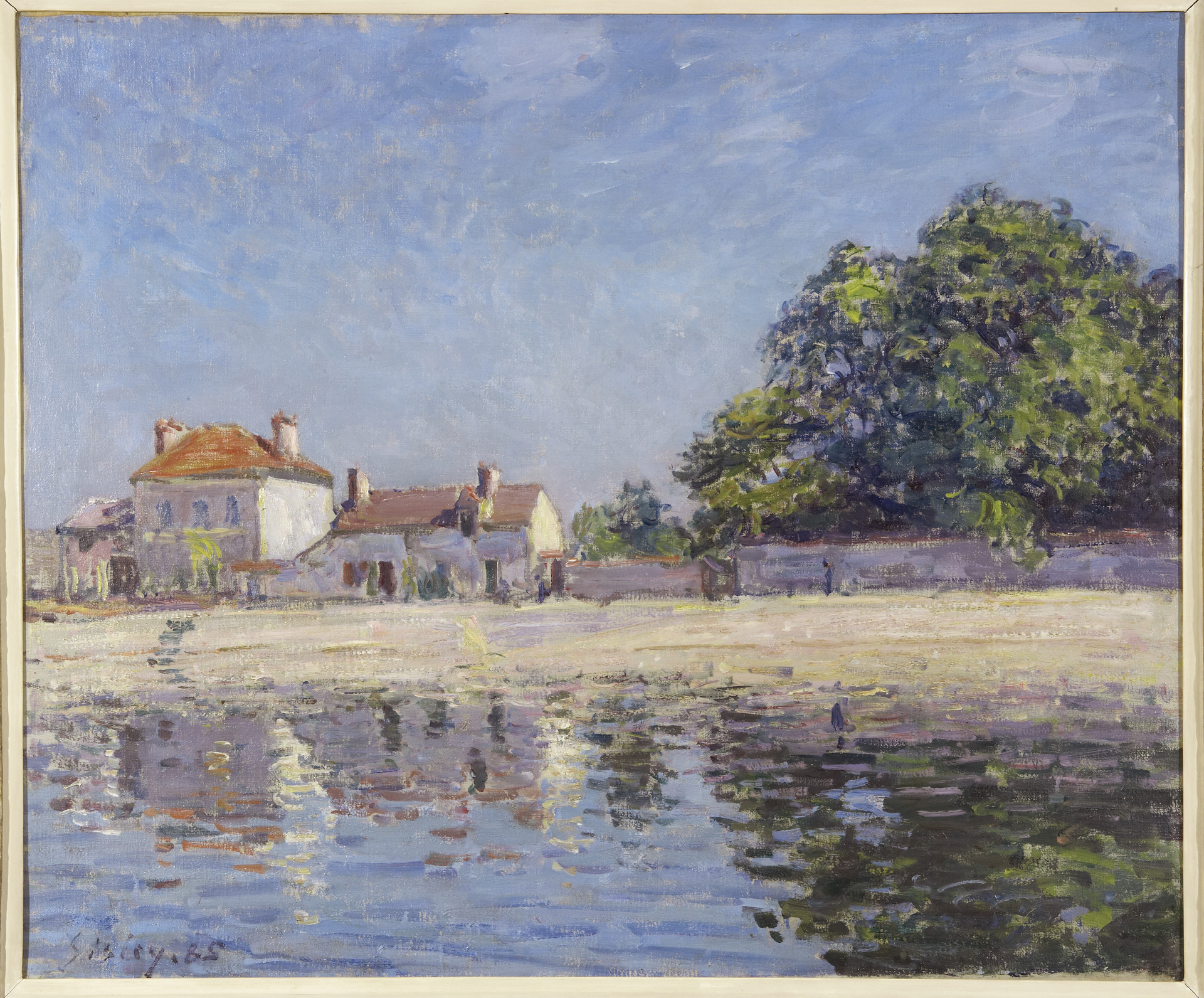
Берег в Сен-Маммесе (1885)